# Brusk
Brusk är på lyftarmringen på vattenhjulshammare utskjutande del, vilken vid hjulets kringvridning lyfter hammaren. Brusken tillverkades i trä eller järn beroende på hammarens tyngd och arbetshastighet. Bruskringen eller lyftarmsringen är den på vattenhjulsstocken fastkilade grova ring i vilken bruken infästs.